# Ciosy
Pour plus de détails, voir Fiche technique et Distribution.
Ciosy est un film polonais de 1980 réalisé par Gerard Zalewski.
Le film a été tourné à Iłża.

## Synopsis
Wiktor Wiarecki est un écrivain de second choix. Sa vie personnelle n'est pas non plus au beau fixe : le mariage de Wiktor est en crise, son fils adulte ne veut rien savoir de son père. Le tournant est la mort de l'ami de Wiarecki, l'éminent écrivain Stefan Przewłocki. La veuve de l'écrivain donne à Wiktor les matériaux du dernier roman du défunt.

## Fiche technique
- Titre : Ciosy
- Titre en anglais : Blows
- Réalisation : Gerard Zalewski
- Scénario : Maciej Zenon Bordowicz
- Musique : Janusz Stokłosa
- Son : Michał Grzelak
- Photographie : Bronisław Baraniecki
- Montage : Anna Maria Czołnik
- Pays :  Pologne
- Genre : Drame
- Durée : 100 minutes
- Dates de sortie :
  - Pologne : 1er juin 1981

## Distribution
- Jerzy Bińczycki : Wiktor Wiarecki, l'écrivain
- Ewa Pokas : Irena, l'épouse de Wiarecki
- Lidia Korsakówna : Teresa Przewłocka, la veuve de Stefan
- Lucyna Brusikiewicz : jeune Teresa Przewłocka
- Barbara Ludwiżanka : mère de Teresa Przewłocka
- Janusz Sykutera : Aleksy l'écrivain
- Bronisław Pawlik : poète Janusz Obrocki
- Krzysztof Krupiński : Jurek, fils de Wiktor Wiarecki
- Anna Romantowska : Krystyna, la femme de Jurek
- Angelika Wegener : l'interprète de Gudrun
- Franciszek Pieczka : Franciszek
- Edward Bukowian-Bryła : jeune Franciszek
- Janina Traczykówna : l'épouse de Franciszek
- Eliasz Kuziemski : Jan Skarga
- Andrzej Precigs : jeune Jan Skarga
- Stanisław Zaczyk : Bernard surnommé "Chmurny"
- Józef Pieracki : chirurgien Henryk, collègue d'Irena
- Józef Duriasz : acteur
- Gustaw Lutkiewicz : Zażywny, subordonné de Franciszek
- Wojciech Standełło : poète-ouvrier
- Andrzej Żółkiewski : Pogłuch
- Marek Wysocki : jeune Stefan Przewłocki
- Piotr Szyma : Konrad
- Jerzy Wasiuczyński : surnommé "Drzazga", commandant de l'unité des forestiers
- Tatiana Sosna-Sarno : fille de Bernard
- Bohdan Ejmont : homme à la fête de Franiciszek
- Helena Kowalczyk : femme à la fête de Franciszek
- Mariusz Gorczyński : barman dans un flashback
- Henryk Machalica : écrivain lauréat
- Krystyna Sznerr-Mierzejewska : chanteuse à l'académie dans la caserne de pompiers
- Witold Kaluski : un homme dans l'atelier automobile de Bernard
- Jan Łopuszniak : récitateur à l'académie de la caserne des pompiers
- Stanislaw Paska : ouvrier du bâtiment
- Jacek Strzemżalski : mécanicien automobile
- Jerzy Moes : policier
- Elżbieta Strzałkowska : écrivaine
- Leonard Andrzejewski
- Cezariusz Chrapkiewicz
- Halina Chrobak
- Tadeusz Czechowski
- Andrzej Grzybowski
- Zbigniew Kryński
- Teresa Mikołajczuk
- Anna Wróblówna
- Bogusław Augustyn
- Maria Baster
- Piotr Brzeziński
- Czesław Byszewski
- Joanna Ciemniewska
- Karol Ciostek
- Jacek Domański
- Jerzy Felczyński
- Alfred Freudenheim
- Jerzy Góralczyk
- Jacek Kałucki
- Gustaw Kron
- Rafał Kukulski
- Stanisław Melski
- Alicja Migulanka
- Andrzej Mirecki
- Czesław Nogacki
- Ryszard Ostałowski
- Joanna Pawlina
- Alicja Piekarz
- Zdzisław Szymborski
- Wojciech Skibiński